# Octavio Ocampo
Octavio Ocampo (Celaya, Guanajuato, 28 de febrero de 1943) es un pintor y escultor mexicano conocido por su pintura metamórfica.

## Biografía
Nació en Celaya, Guanajuato, el 28 de febrero de 1943. Estudió en la escuela de pintura y escultura en la Escuela Nacional de Pintura, Escultura y Grabado La Esmeralda Bellas Artes ( 1961 – 1965 ) y en el San Francisco Art Institute, de San Francisco, California (1972–1974). 
Realizó la escenografía de más de 120 películas mexicanas y estadounidenses, así como los diseños para numerosas obras de teatro. Ha participado en exposiciones individuales en México, Estados Unidos, Canadá, Latinoamérica, Europa y Medio Oriente; así como en gran número de colectivas alrededor del mundo.
Su obra forma parte de importantes colecciones como: Instituto Nacional de Bellas Artes México, Jimmy Carter Museum (Atlanta, Georgia), Museo Reina Sofía de Madrid, Jane Fonda Collection. 
Ocampo es también un excelente muralista. Su obra se encuentra en importantes edificios como el Palacio Nacional de México, la Presidencia Municipal, Instituto Tecnológico de Celaya, Grossenbacher Oil Co. (Harlingen, Texas) y la Casa de gobierno de Guanajuato (Guanajuato). 
Ha realizado retratos biográficos con su peculiar estilo “metamórfico” para personalidades como Jimmy Carter, Miguel Alemán Valdés, José López Portillo, Jane Fonda, César Chávez, Cher (utilizado para la portada de su disco “Heart of Stone”).

## Años recientes
En el 2006 se inició la filmación de un biopic producido por el estudio E Corp en coproducción con Inukshuk Films. La cinta incluye entrevistas a los padres y hermanos del artista, actualmente ya fallecidos; así como pinturas inéditas de los primeros años de carrera de Ocampo. El film se estrenó a fines del 2011.
El Gobierno de Celaya abrió el museo “Octavio Ocampo” el 10 de abril de 2018 en su ciudad natal, donde Octavio Ocampo aceptó donar la mayor parte de sus obras.

## Publicaciones sobre su obra
- 2013 Arte Metamórfico, Octavio Ocampo, Edition Olms ISBN-10 3283012121

## Páginas de referencia
- Sitio en Facebook de la película "Octavio"

- Datos: Q58399